# とらぶるエイリアンず
『とらぶるエイリアンず』は、和栗あきらが製作した、地球侵略をテーマにしたテーブルトークRPG（TRPG）のタイトルである。2007年にホビージャパンから書籍版として発売された。通称は『とらエリ』。

## 概要
舞台となるのは現代の地球。プレイヤーキャラクターは地球に潜入している異星人の一人となる。プレイヤーキャラクターの目的は出身の異星種族によって異なり、大きく分けると「人類の根絶」「人類の支配」「人類の守護」の3つとなる。なお、地球人をプレイヤーキャラクターにすることも可能だが、三つの目的のうちのどれかを持つことは変わらない。
基本的に全てのプレイヤーキャラクターたちは、異星人に対抗するために組織された秘密組織のエージェントの立場を持つ。これは異星人キャラクターでも同じであり、「地球人に化けて、他の種族の異星人の動向を探るために組織に潜り込んでいる」とされる。このような設定のため、このゲームは各プレイヤーに対して、他人のプレイヤーキャラクターの種族と目的が明かされない。このゲームは仲間と協力して事件を解決するゲームではなく、自分の正体を隠しながら仲間の正体を探り、その仲間を利用して自己の目的の達成を追求するゲームなのである。

## 作品一覧
- とらぶるエイリアンず（基本ルールブック） ISBN 978-4894256170
- エイリアンず・パラダイス（リプレイ） ISBN 978-4894256804